# Beate Neubauer
Beate Neubauer (* 1947) ist eine deutsche Historikerin und Autorin. Als Stadtführerin bietet sie thematisch-historische Stadtspaziergänge zur Geschichte der Frauen der Stadt Berlin an.

## Wirken
Beate Neubauer ist eine Historikerin mit dem Schwerpunkt Frauengeschichte in Berlin und Brandenburg. Sie arbeitete vor der Wende auf einer Stelle am Zentralinstitut für Hochschulbildung der Humboldt-Universität, die sie 1988 kündigte, „aus Neigung, nicht aus Zwang“, um als Journalistin bei der DDR-Frauenzeitschrift Für Dich zu arbeiten.
Ab 1989 kooperierte sie mit Claudia von Gélieu, die sie bereits vor dem Mauerfall kennengelernt hatte. Gemeinsam gründeten sie 1994 die Kooperation Frauentouren, die sich zum Ziel gesetzt hat, Frauengeschichte sichtbar zu machen und damit zur Emanzipation aller Menschen beizutragen. Ihr Arbeits- und Forschungsgebiet liegt im Bereich der Frauengeschichte vom Berliner Mittelalter über Aufklärung und Romantik bis zum deutschen Kaiserreich.

## Publikationen
- Hexenküche, Schlösser & Salons. Geschichten aus dem alten Berlin. Edition Ebersbach, Berlin 2011, 1. Aufl., ISBN 978-3-86915-029-1.
- Schönheit, Grazie & Geist. Edition Ebersbach, Berlin 2007, 1. Aufl., ISBN 978-3-938740-39-2.
- mit Claudia von Gélieu: Loben Sie mich als Frau. Berliner Frauengeschichte erzählt. Berlin Edition, Berlin 2001, ISBN 3-8148-0087-7.
- mit Claudia von Gélieu: Kurfürstin, Köchin, Karrierefrau. Zehn Berliner Porträts (= Blue notes. 28). Edition Ebersbach, Berlin 2005, ISBN 3-938740-04-3.
- mit Claudia von Gélieu: Hexen, Salonièren, Girls. Berliner Frauengeschichte erzählt. Lehmanns Media, Berlin 2008, ISBN 978-3-86541-231-7.